# Aéroport de Xangongo
L'Aéroport de Xangongo est un aéroport situé en Angola. Construit en 1988 par Cuba, il sert de base aérienne lors de la guerre civile angolaise.